# Torrevecchia Teatina
Torrevecchia Teatina község (comune) Olaszország Abruzzo régiójában, Chieti megyében.

## Fekvése
A megye északnyugati részén fekszik. Határai: Chieti, Francavilla al Mare, Ripa Teatina és San Giovanni Teatino.

## Története
Valószínűleg a 14-15. században alapították. A következő századokban nemesi birtok volt. Önállóságát a 19. század elején nyerte el, amikor a Nápolyi Királyságban felszámolták a feudalizmust.

## Népessége
A népesség számának alakulása:

## Főbb látnivalói
- San Rocco-templom
- San Pasquale Bajlon-templom
- San Giuseppe-templom
- Madonna della Libera -templom